# Alegrete (Portalegre)
Alegrete is een plaats (freguesia) in de Portugese gemeente Portalegre en telt 2055 inwoners (2001).